# Kurt Braun (Ökonom)
Kurt Braun (geboren 13. September 1897 in Berlin; gestorben 18. September 1985 in Alexandria (Virginia)) war ein deutschamerikanischer Arbeitsökonom.

## Leben
Kurt Braun war ein Sohn des Julius Braun und der Paula Beck. Er studierte ab 1916 Jura an der Berliner Universität, wurde aber 1917/18 zum Kriegsdienst bei der Marine eingezogen. Er wurde 1922 an der Universität Breslau mit einer Dissertation über die Beziehungen zwischen den Arbeitgeberverbänden und den Gewerkschaften promoviert und eröffnete 1924 eine arbeitsökonomische Beratungspraxis, die er bis 1939 betrieb. Bis 1933 wurde er auch als Schlichter bei Arbeitskämpfen hinzugezogen. Er heiratete 1930 Helene Schön, sie hatten eine Tochter. Sie emigrierten 1940 in die USA und erhielten 1945 die amerikanische Staatsbürgerschaft.
Braun arbeitete zunächst in der wirtschaftspolitischen Forschungsabteilung der University of New Hampshire und ab 1942 in der Brookings Institution in Washington, D.C. und als volkswirtschaftlicher Berater des Statistischen Amtes des US-Arbeitsministeriums. Von 1951 bis 1960 war er Abteilungsleiter im US-Außenministerium. Er wurde Gastprofessor an der Howard University in Washington. Von 1960 bis 1967 war er wieder im Arbeitsministerium tätig und war dann noch Korrespondent der Bundesvereinigung deutscher Arbeitgeberverbände in Washington. Ab 1975 lebte er in Alexandria (Virginia). Braun wurde mit dem Großen Bundesverdienstkreuz ausgezeichnet.

## Schriften (Auswahl)
- Die Konzentration der Berufsvereine der deutschen Arbeitgeber und Arbeitnehmer und ihre rechtliche Bedeutung. Berlin: Julius Springer, 1922
- Bund der technischen Angestellten und Beamten (Hrsg.): Rechtslexikon für technische Angestellte. Berlin, 1931 (Mitarbeiter)
- Lexikon des Angestelltenrechts. 1932 (Mitarbeiter)
- The Settlement of Industrial Disputes. Philadelphia: The Blakiston Company, 1944
- The Right to Organize and its Limits. A Comparison of Policies in the United States and Selected European Countries. Washington, D.C., 1950
- Labor Disputes and Their Settlement. Westport, 1955
- Labor law and practice in Colombia. Washington, D.C.: United States Department of Labor, Bureau of Labor Statistics, 1962
- Wichtige arbeitsrechtliche Entwicklungen in den U.S.A. im Jahre 1971, in: Recht der Arbeit, 1972, S. 346–352
- Werbung und Meinungsfreiheit nach Art. 5 Abs. 1 Grundgesetz, in: Wettbewerb in Recht und Praxis. 1982, S. 510–515